# Boujemaâ Benkhrif
Boujemaâ Benkhrif (* 1947) ist ein ehemaliger marokkanischer Fußballspieler.

## Sportlicher Werdegang
Benkhrif spielte als Aktiver vornehmlich als Abwehrspieler für KAC Kénitra in der Botola und gewann mit der Mannschaft 1973 sowie kurz vor seinem Karriereende 1981 den Meistertitel. Zweimal stand er zudem im Endspiel der Coupe du Trône: 1969 gegen RS Settat mit einer 1:2-Endspielniederlage nach Verlängerung sowie 1976 gegen FUS de Rabat durch eine 0:1-Finalniederlage verpasste er jeweils den Titelgewinn.
Zwischen 1967 und 1974 lief Benkhrif für die marokkanische Nationalmannschaft auf. Dabei nahm er an der Weltmeisterschaftsendrunde 1970 in Mexiko teil, bei der die Mannschaft am Ende der Gruppenphase ausschied. Zwei Jahre später gehörte er zum Kader bei den Olympischen Sommerspielen 1972. Im Turnierverlauf bestritt er alle sechs Spiele und erzielte ein Tor, als die Mannschaft die Zwischenrunde erreichte und dort die Spiele um die Medaillen verpasste. Zuvor hatte er mit der Auswahl am Afrika-Cup 1972 teilgenommen, dort aber nach drei Unentschieden die K.-o.-Phase verpasst.